# Nationalisme blanc
 (novembre 2019).
Si vous disposez d'ouvrages ou d'articles de référence ou si vous connaissez des sites web de qualité traitant du thème abordé ici, merci de compléter l'article en donnant les références utiles à sa vérifiabilité et en les liant à la section « Notes et références ».
Le nationalisme blanc est une idéologie politique qui prône la définition raciale de l'identité nationale pour la « race » blanche, et l'unité des pays et des peuples blancs ou européens.

## Notion
Le mouvement rejette l'égalité comme étant un idéal et insiste pour renforcer la base de la nature humaine par l'hérédité. Le nationalisme blanc est souvent confondu avec un de ses sous-groupes qui est le suprémacisme blanc. Cependant, il n'y a qu'une minorité de nationalistes blancs qui prônent le séparatisme pour faire un pays totalement formé de la race blanche ou la suprématie de la race blanche.
Aux États-Unis, de nombreuses associations se réclament du nationalisme blanc, dont la National Alliance ou le Ku Klux Klan.
Les groupes nationalistes blancs peuvent aussi se réclamer du nationalisme européen, de l'aryanisme ou encore du néonazisme.

## Idéologie
Les nationalistes blancs affirment que la culture est un produit de la race et plaident en faveur de la préservation de soi par les Blancs.
Le politologue Samuel Huntington a décrit les nationalistes blancs comme faisant valoir que le déplacement démographique des États-Unis vers les non-blancs apporterait une nouvelle culture intellectuellement et moralement inférieure. Les nationalistes blancs affirment que ce changement démographique entraîne une action positive, des ghettos d'immigrants et une dégradation des normes de formation. La plupart des nationalistes blancs américains estiment que l'immigration devrait être limitée aux personnes d'ascendance européennes.
Les nationalistes blancs embrassent diverses croyances religieuses et non-religieuses, y compris diverses dénominations du christianisme, généralement protestantes, bien que certaines recoupent spécifiquement l'idéologie nationaliste blanche, le néopaganisme germanique (par exemple le wotanisme) et l’athéisme.

### Définitions de blancheur
La plupart des nationalistes blancs définissent les Blancs de manière restreinte. Aux États-Unis, cela implique souvent - mais pas exclusivement - une ascendance européenne d'origine non juive. Certains nationalistes blancs s'inspirent de la taxonomie raciale du XIXe siècle. Le nationaliste blanc Jared Taylor a pourtant soutenu que les Juifs peuvent être considérés comme «blancs», bien que cela soit controversé au sein des cercles nationalistes blancs alors que d'autres nationalistes blancs tels que George Lincoln Rockwell excluent les Juifs de la définition mais incluent les Turcs, qui sont une ethnie transcontinentale.

## Par pays
- Si vous ne connaissez pas le sujet, laissez ce bandeau (vous pouvez alors contacter les auteurs).
- Si vous supprimez le contenu mis en cause (vous pouvez préalablement contacter les auteurs),

argumentez précisément cette suppression dans la page de discussion
(un manque de référence n'est pas un argument ; une recherche réelle de référence doit avoir été effectuée, être formellement documentée).

### Australie
La politique de l'Australie blanche était une politique gouvernementale semi-officielle en Australie jusqu'au milieu du XXe siècle. Il limitait l'immigration des non-blancs vers l'Australie et donnait la préférence aux migrants britanniques par rapport à tous les autres.
Le gouvernement Barton, qui a remporté les premières élections après la Fédération d'Australie en 1901, a été formé par le Parti protectionniste avec le soutien du Parti travailliste australien (ALP). Le soutien du Parti travailliste était conditionné à la restriction de l'immigration non blanche, reflétant les attitudes du Syndicat des travailleurs australiens et d'autres organisations syndicales de l'époque, sur le soutien desquelles le Parti travailliste a été fondé. Le premier Parlement australien a rapidement décidé de restreindre l'immigration afin de maintenir le « caractère britannique » de l'Australie, en adoptant la loi de 1901 sur les travailleurs des îles du Pacifique et la loi de 1901 sur les restrictions à l'immigration avant que le Parlement ne se lève pour ses premières vacances de Noël. L'Immigration Restriction Act limitait l'immigration en Australie et exigeait qu'une personne souhaitant entrer en Australie rédige un passage de 50 mots qui lui était dicté dans n'importe quelle langue européenne , pas nécessairement l'anglais, à la discrétion d'un agent d'immigration. Barton a plaidé en faveur du projet de loi : « La doctrine de l'égalité de l'homme n'a jamais été destinée à s'appliquer à l'égalité de l'Anglais et du Chinois. » Le passage choisi pour le test pouvait souvent être très difficile, de sorte que même si le test était donné en anglais, une personne était susceptible d'échouer. Le test permettait aux agents de l'immigration d'exclure des individus sur la base de leur race sans le dire explicitement. Bien que le test puisse théoriquement être administré à toute personne arrivant en Australie, en pratique, il était administré de manière sélective sur la base de la race. Ce test a ensuite été aboli en 1958.
Le Premier ministre australien Stanley Bruce a soutenu la politique de l'Australie blanche et en a fait un enjeu lors de sa campagne pour les élections fédérales australiennes de 1925 :

« Il est nécessaire que nous déterminions quels sont les idéaux vers lesquels chaque Australien souhaiterait tendre. Je pense que ces idéaux pourraient très bien être énoncés comme étant d’assurer notre sécurité nationale et d’assurer le maintien de notre politique de l’Australie blanche afin qu’elle continue en tant que partie intégrante de l’Empire britannique. Nous avons l'intention de garder ce pays blanc et de ne pas permettre à ses peuples d'être confrontés à des problèmes qui sont actuellement pratiquement insolubles dans de nombreuses régions du monde. »

Au début de la Seconde Guerre mondiale, le Premier ministre John Curtin (ALP) exprima son soutien à la politique de l'Australie blanche : « Ce pays restera à jamais la patrie des descendants de ceux qui sont venus ici en paix pour établir dans les mers du Sud une avant-poste de la race britannique ».
Un autre chef (ALP) du Parti travailliste de 1960 à 1967, Arthur Calwell, a soutenu la politique de l'Australie européenne blanche. Cela se reflète dans les commentaires de Calwell dans ses mémoires de 1972, Be Just and Fear Not , dans lesquels il a clairement indiqué qu'il maintenait son point de vue selon lequel les personnes non européennes ne devraient pas être autorisées à s'installer en Australie. Il a écrit :

« Je suis fier de ma peau blanche, tout comme un Chinois est fier de sa peau jaune, un Japonais de sa peau brune et les Indiens de leurs différentes teintes allant du noir au café. Quiconque n’est pas fier de sa race n’est pas du tout un homme. Et tout homme qui tente de stigmatiser la communauté australienne comme raciste parce qu’il veut préserver ce pays pour la race blanche fait beaucoup de mal à notre nation… Je rejette, en conscience, l’idée selon laquelle l’Australie devrait ou pourra jamais devenir un pays multi-ethnique. société raciale et survivre. »

### Paraguay
Au Paraguay, le mouvement New Australian a fondé New Australia , une colonie socialiste utopique en 1893. Son fondateur, William Lane, voulait que la colonie soit basée sur une « propriété commune » au lieu d'un Commonwealth, d'un mariage à vie, d'un absoluisme, d'un communisme et d'un la fraternité des Blancs anglophones et la préservation de la « ligne de couleur ». La colonie a été officiellement fondée sous le nom de Colonia Nueva Australia et comprenait 238 adultes et enfants.
En juillet 1893, le premier navire quitta Sydney, en Australie, pour le Paraguay, où le gouvernement souhaitait attirer des colons blancs et avait offert au groupe une vaste superficie de bonnes terres. La colonie avait été décrite comme un refuge pour les inadaptés, les échecs et les mécontents de l’aile gauche de la démocratie australienne. Les individus australiens notables qui ont rejoint la colonie comprenaient Mary Gilmore, Rose Summerfield et Gilbert Stephen Casey. Summerfield était la mère de León Cadogan, un célèbre ethnologue paraguayen.
En raison d'une mauvaise gestion et d'un conflit sur l'interdiction de l'alcool, le gouvernement du Paraguay a finalement dissous la Nouvelle-Australie en tant que coopérative. Certains colons fondèrent des communes ailleurs au Paraguay mais d'autres retournèrent en Australie ou s'installèrent en Angleterre. En 2008 , environ 2 000 descendants des colons de Nouvelle-Australie vivaient encore au Paraguay.

### États-Unis
C'est aux États-Unis et dans le monde anglo-saxon que la mouvance nationaliste blanche est la plus répandue. Celle-ci se divisent en plusieurs tendance, beaucoup de ces organisations sont également antisémites :
- le Ku Klux Klan, qui prône un extrémisme blanc, anglo-saxon et protestant, en plus d'exclure les noirs et les juifs, il exclut aussi les personnes sud-européennes catholiques et les slaves orthodoxes, qui furent historiquement visés par le KKK ;
- l'Identité chrétienne (Christian Identity Movement) suprémaciste blanche, négrophobe et antisémite mêlée de protestantisme extrémiste ;
- l’Alliance nationale (National Alliance) qui prône l'inclusivité pour tous les blancs, à condition qu'ils ne soient pas d'ascendance juive. ;
- l'Alt-right, mouvance mêlant plusieurs tendances de l'extrême droite américaine, se structure culturellement et utilise parfois des méthodes violentes ;
- la Ligue du Sud, séparatiste néo-confédérée ;
- les Loups de Vinland, groupement humain racialiste et néo-païen ;
- American Renaissance, publication nationaliste blanche ;
- la Division Atomwaffen, groupe extrémiste et terroriste néonazi.

### France
En France, la mouvance nationaliste blanche fit son apparition avec la politisation du mouvement Skinhead vers l'extrême droite. Toutefois, elle ne fut pas structurée avec les skinheads, qui furent rejetés par de nombreuses organisations d'extrême droite à cause de leur indiscipline. La mouvance s'est structurée dans les années 2010.
- Suavelos/Les Braves de Daniel Conversano, qui prône le « communautarisme blanc », une société sans état communautaire réservée aux blancs[16]. Pour le journaliste Paul Conge, Suavelos est une « confrérie racialiste[17]. »

### Italie
La mouvance nationaliste blanche n'est que très peu répandu en Italie, la mouvance d'extrême droite radicale italienne est généralement influencée par le nationalisme révolutionnaire. La mouvance nationaliste blanche italienne s'est souvent mêlée avec l'idéologie national-révolutionnaire influente ainsi qu'avec la doctrine pérennialiste évolienne donnant une image antisioniste, anti-atlantiste et, historiquement, antisoviétique.
Le Fronte Nazionale est un parti fondé par Franco Freda, qui prônait une opposition à toute forme d'immigration non-blanche, un antiaméricanisme et un antisionisme poussé, dénonçant la cosmopolitique. Le parti sera interdit pour reconstitution du Parti Fasciste et Freda condamné à trois ans de prison.

### Royaume-Uni
Au Royaume-Uni, le nationalisme blanc est soutenu par la quasi-totalité des organisations d'extrême droite radicale, souvent mêlé de Royalisme, de sentiment anti-irlandais et d'antisémitisme :
- l'Union Movement d'Oswald Mosley, organisation nationaliste pan-européenne fondée après la Seconde Guerre mondiale ;
- la White Defence League, groupuscule violent des années 1960 dont l'idéologie n'était pas structurée ;
- le Front national britannique, premier parti radical d'extrême droite d'après-guerre, fut le premier mouvement explicitement nationaliste blanc. Fondé dans les années 1970, il est toujours en activité ;
- l'Official National Front, une branche nationaliste-révolutionnaire du National Front, prônait une alliance stratégique entre les nationalistes blancs et les nationalistes arabes ;
- le British Movement devenu British National Socialist Movement était une organisation radicale d'extrême droite qui utilisait des méthodes musclées envers les militants de gauche, des militants pro-irlandais. Ses militants, principalement des skinheads d'extrême droite furent également impliqués dans des actions coup-de-poing contre la police britannique ;
- la National Action, groupe d'extrême droite classé comme organisation terroriste depuis décembre 2016[20] ;
- le Parti national britannique, parti nationaliste britannique mêlant le nationalisme blanc.

### Russie
Les éléments nationalistes blancs en Russie sont souvent mêlés de Nationalisme religieux orthodoxes :
- le Parti libéral-démocrate de Russie, actuellement troisième parti politique de Russie, il concurrence le parti Russie unie et le Parti communiste de la fédération de Russie ;
- l'Unité nationale russe, milice nationaliste russe ;
- le Mouvement impérial russe, organisation paramilitaire russe liée à de nombreuses organisations d'extrême droite européennes. Il s'est impliqué dans plusieurs conflits internationaux, notamment dans la Guerre civile syrienne en combattant aux côtés des forces loyalistes syriennes. Classé comme organisation terroriste par l'administration Trump.

## Principaux représentants
- Louis Beam
- Don Black
- Pat Buchanan
- David Duke
- Sam T. Francis
- Nick Griffin
- David Lane
- Robert Jay Mathews
- William Luther Pierce
- Kevin B. MacDonald
- Fabrice Robert
- Hervé Ryssen
- Tomislav Sunić
- John Tyndall
- Ernst Zündel
- Jared Taylor